# Moulin de Sloten
Le moulin de Sloten (en néerlandais : Molen van Sloten) est un moulin à vent de polder dans le village de Sloten au sud-ouest d'Amsterdam. Ce moulin sert à réguler le niveau des wateringues au bord du Ringvaart, le canal de ceinture du polder d'Haarlemmermeer.
Ce moulin est le seul moulin d'Amsterdam ouvert aux visiteurs et aussi l'un des seuls moulins des Pays-Bas que l'on peut visiter tous les jours. La partie basse montre le fonctionnement d'un moulin de polder et la salle la plus haute présente une petite exposition sur la vie de Rembrandt. Depuis avril 2005 la maison à proximité du moulin a été aménagée en musée de la tonnellerie.